# Dekanat wołożyński
Dekanat wołożyński – jeden z 11 dekanatów archidiecezji mińsko-mohylewskiej na Białorusi. Składa się z 9 parafii.

## Lista parafii
| Lp | Miejscowość / parafia                                              | Proboszcz / administrator | Kościół                                                              | Zdjęcie |
| -- | ------------------------------------------------------------------ | ------------------------- | -------------------------------------------------------------------- | ------- |
| 1  | Bohdanowo Parafia św. Michała Archanioła                           | ks. Igor Łaszuk SDB       | Kościół św. Michała Archanioła w Bohdanowie                          |         |
| 2  | Iwieniec Parafia św. Michała Archanioła                            |                           | Kościół św. Michała Archanioła w Iwieńcu                             |         |
| 3  | Iwieniec Parafia św. Aleksego                                      |                           | Kościół św. Aleksego w Iwieńcu                                       |         |
| 4  | Kamień Parafia Świętych Apostołów Piotra i Pawła                   |                           | Kościół Świętych Apostołów Piotra i Pawła w Kamieniu                 |         |
| 5  | Pierszaje Parafia św. Jerzego                                      |                           | Kościół św. Jerzego w Pierszajach                                    |         |
| 6  | Raków Parafia Najświętszej Maryi Panny Różańcowej (św. Dominika)   | ks. Dymitr Czupryn        | Kościół Najświętszej Maryi Panny Różańcowej (św. Dominika) w Rakowie |         |
| 7  | Wiszniew Parafia Nawiedzenia Najświętszej Maryi Panny w Wiszniewie |                           | Kościół Nawiedzenia Najświętszej Maryi Panny w Wiszniewie            |         |
| 8  | Wołożyn Parafia św. Józefa                                         | ks. Henryk Okołotowicz    | Kościół św. Józefa w Wołożynie                                       |         |
| 9  | Zabrzeź Parafia Najświętszej Trójcy                                |                           | Kościół Najświętszej Trójcy w Zabrzeziu                              |         |